# Charilaos
Charilaos (en grec ancien Χαρίλαος / Kharílaos) ou Charillos (Χάριλλος / Khárillos) est un roi de Sparte de -780 à -750. Dans la dyarchie spartiate, il appartient à la dynastie des Eurypontides ; son fils Nicandre lui succède.

## Notice historique
De concert avec Archélaos, roi de l'autre branche, il dirige une expédition qui permet de s'emparer d'Ægys, ville voisine de Sparte, et réduire en esclavage ses habitants.

## Sources
- De la vertu et du vice (Περὶ ἀρετῆς καὶ κακίας) tiré des Œuvres morales de Plutarque
- Pausanias, Description de la Grèce [détail des éditions] [lire en ligne] III (2, 6)